# Andrei Marinescu
Andrei Daniel Marinescu (sinh ngày 11 tháng 2 năm 1985 ở Bucharest, România) là một cầu thủ bóng đá người România. Anh chơi ở vị trí thủ môn cho Afumați.